# 中国农业史

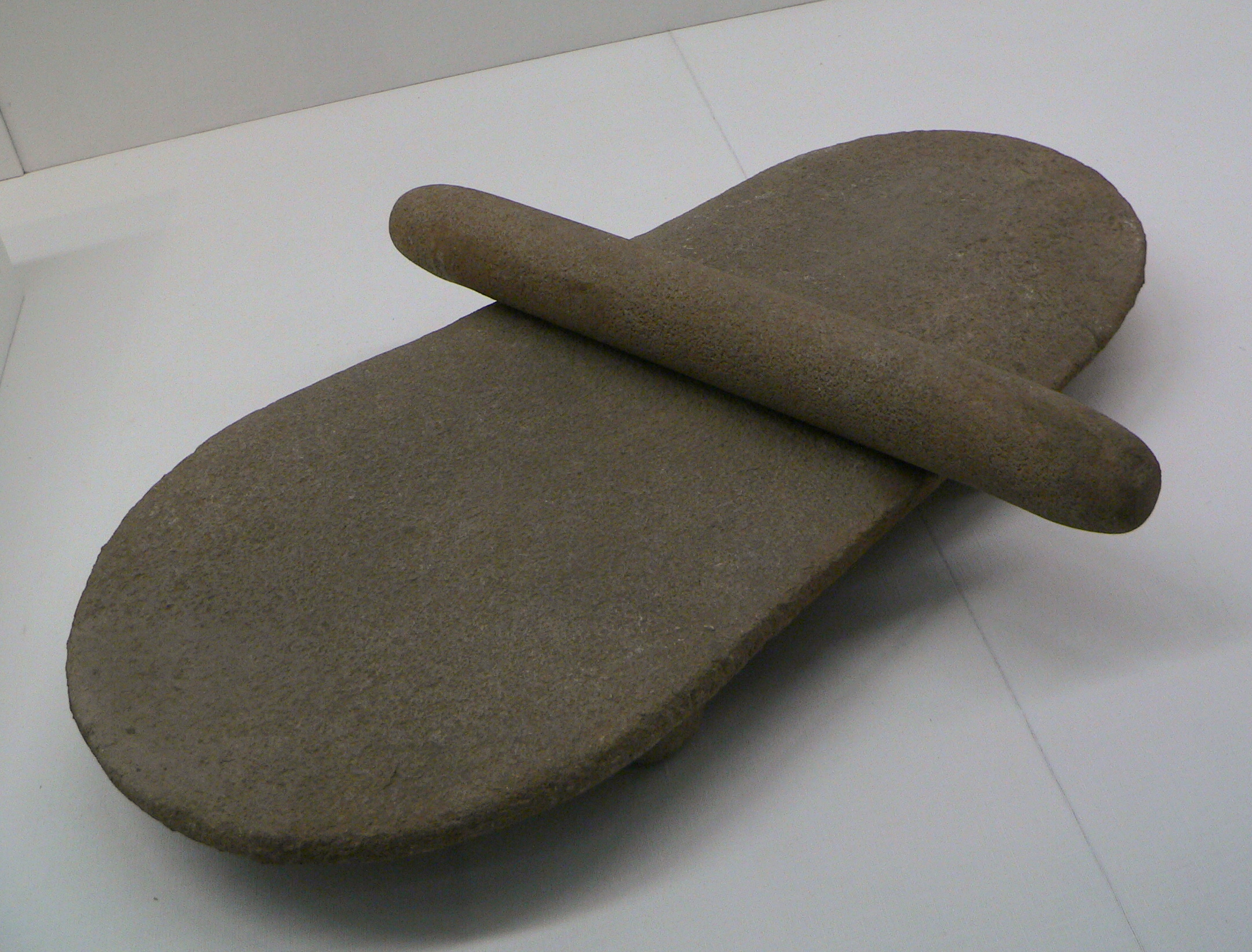
裴李岗文化考古发现的石磨盘和石磨棒，用于谷物脱壳，现藏于河南博物馆

中国农业有着多处的起源和多元化的发展。中国农业的起源和中国进入新石器时代是一致的，龐大的人口讓歷朝歷代都將民以食為天奉為圭臬和社會穩定要素，中國農業不只是糧食議題更是政治、經濟、軍事議題，直至今日。

## 原始社会时期
新石器时代的黄河地区就已经有比较成熟的农耕文明。距今约9000年前至7000年前，位于黃河中游地区的裴李岗文化中，当时人们已经会种植小米，饲养猪。
中国是世界上最早实现水稻人工驯化栽培的国家。1993年中美聯合考古隊在道縣玉蟾岩發現了世界最早的古栽培稻，距今約8200年。水稻在中國廣為栽種後，逐漸向西傳播到印度，中世紀引入歐洲南部。
距今一万年左右，中国先民就完成了对粟、黍、水稻等主要粮食作物的栽培驯化。其中，河北磁山文化遗址发现了一万年前窖藏的粟和黍；江西仙人洞、湖南玉蟾岩、浙江上山等遗址中则发现了距今一万年左右的栽培水稻遗存。野生大豆原产于中国，驯化时间稍晚于粟、黍等作物，但在史前时代已经实现了人工栽培。到新石器时代晚期，粟、黍、水稻、大豆的种植范围日益扩大，遍布黄河和长江流域，成为中国先民最为倚重的食物来源。

## 帝制时期

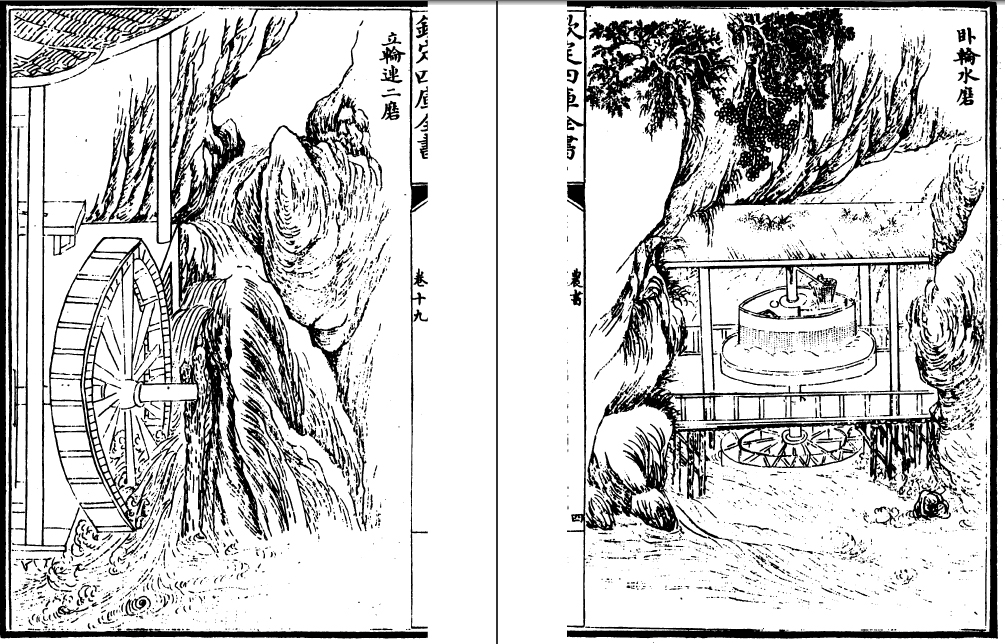
王禎農書卷十九水磨图

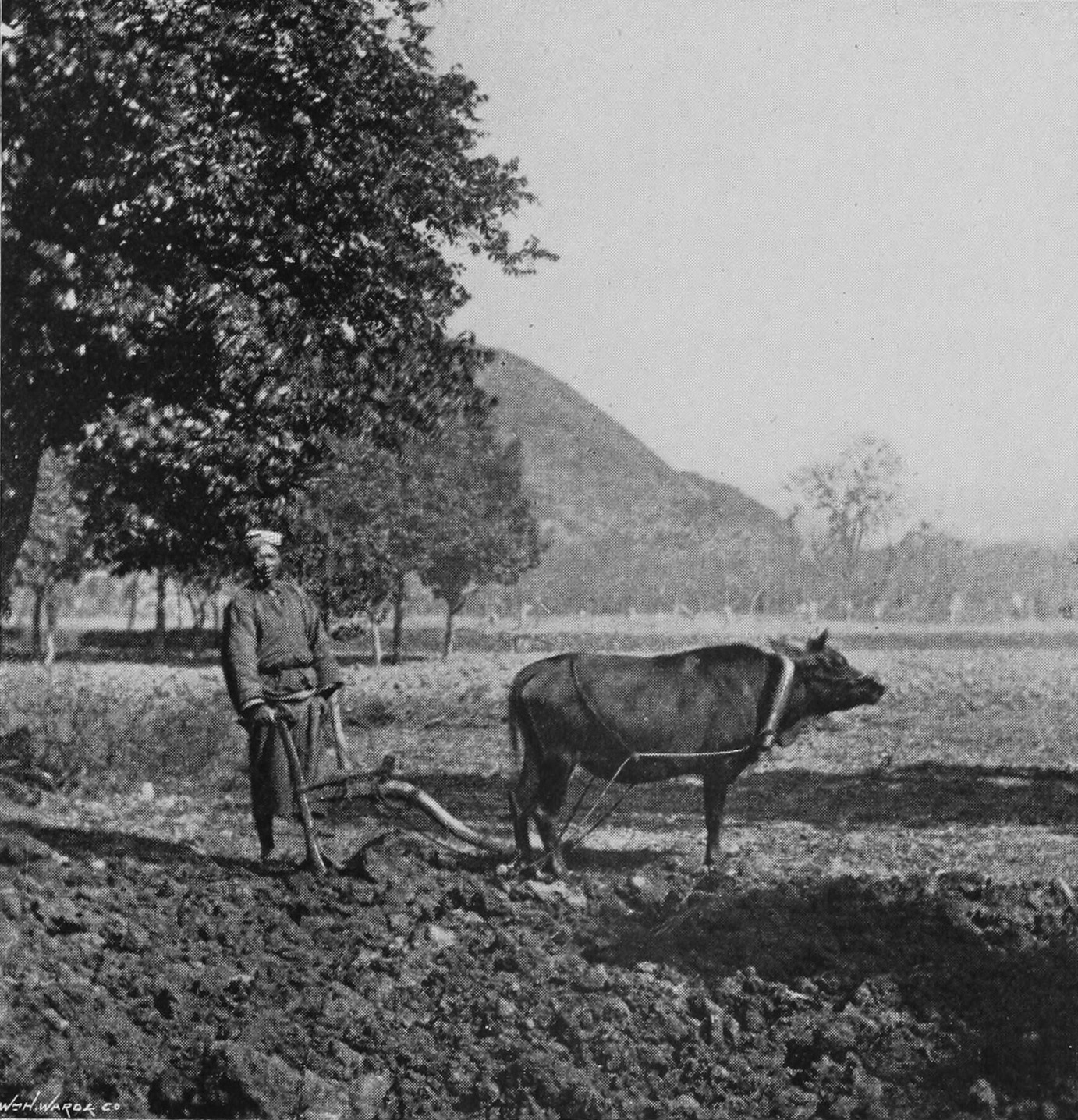
用牛耕作的農民，1871年到1872年间拍摄

漢武帝元封元年，桑弘羊實行均輸法是古代重大農業政策，世界獨創，更衍生出鹽鐵論一書成為傳世經典。宣帝時耿壽昌任大司農中丞，設置「常平倉」制度，「令邊郡皆築倉，以谷賤時增其價而糴」以抑制糧價上漲，平常則可以供軍用。
大量關於古代農業技術的記錄則出現於《齊民要術》，該書是中國保存得最完整的古農書鉅著，由北魏官員賈思勰所著，成書於東魏武定二年 (544年)以後，該書自出版後，長期受中國歷朝政府重視，傳遍海外後亦被常成為研究古物種變化的經典。達爾文研究進化論時曾參考一部中國古代百科全書，有說此書正是齊民要術。
中國南方開發後，南方開始將多餘的糧食通過大运河送往北方，稱為南粮北运。
中國農業稅也在三千多年間是朝廷重大財政來源。元朝大司農《農桑輯要》、王禎《王禎農書》、明代徐光啟《農政全書》、清《授時通考》等多部著作也可看出歷朝中國農業發展的重視。

## 中华人民共和国时期

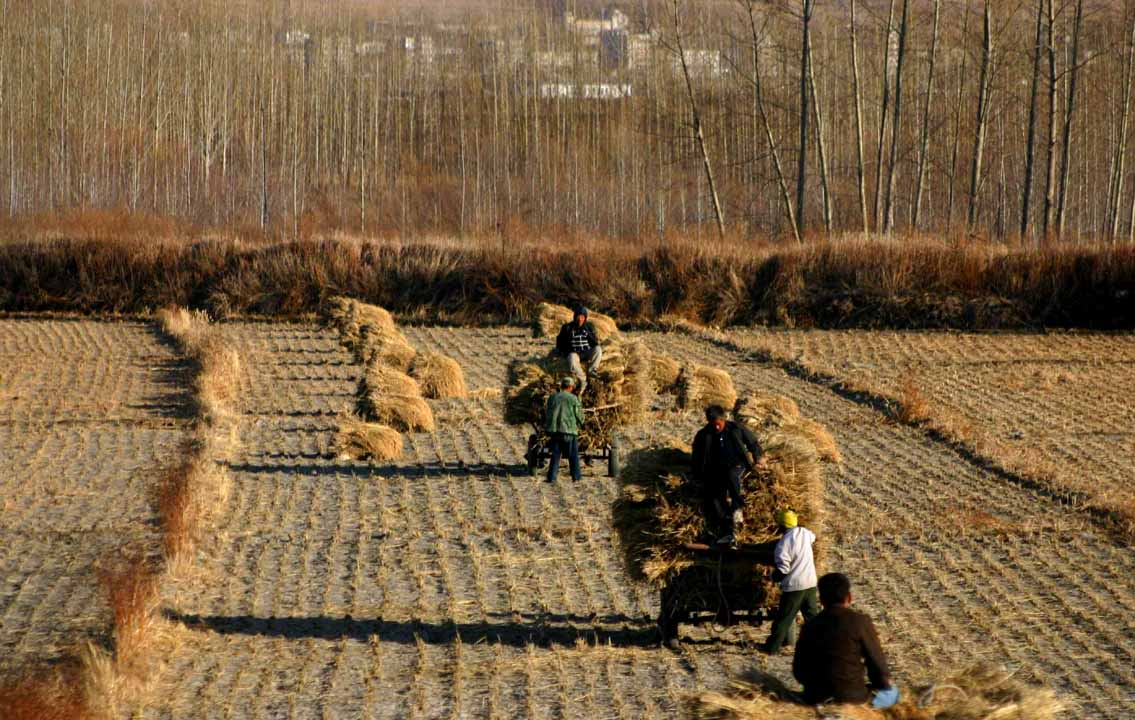
洞庭湖平原

第二次国共内战时期，中国共产党在其控制的解放区进行土地改革。中华人民共和国建立初期，在新解放区继续进行土地改革运动。1950年初期，中国政府基本完成了全国范围内的土地改革。3亿多农民无偿分得土地、生产资料，并免除地租。此次改革结束了中国数千年封建地主制度。
1953年2月15日，中共中央做出《关于农业生产互助合作的决议》，农民和地主等個人一同失去土地所有权僅有使用權。至此农村土地收归集体，个人不再拥有土地所有权。之後人民公社和文革期間人民勞動積極性不足，長期農產量萎縮並發生三年困难时期饑荒。1980年代改革開放中国政府开始推行家庭联产承包责任制，將農作物私有化以調動人的勞動積極性，短時間內就解決了饑荒問題和奠定工業化社會所需的糧食供應穩定。之後引入地膜等農業科技大幅提高了農產量，21世紀後中國僅小麥產量就為世界第一其次為印度美國。2005年中央下令廢除農業稅結束了長達2600年的「皇糧國稅」歷史。有時中央會對種糧農民發放補貼。
農業科技化方面早在1973年間中國科學家袁隆平使用雜交水稻技術，首次育成三系雜交高產水稻，1975年國務院投入大批人力物力支持得以發揚光大，2004年超級雜交稻實現百畝示範產800公斤後中央下令全面推廣，2007年中國大陸的水稻產量為5億噸，目前中國也是世界上最大稻米生產國，各類稻種合計佔世界稻米35%產量。近代也開始用重离子束加速器、宇宙射线、伽马射线等航天技術跨業支援，對农作物实施诱发突变育種，例如“鲁原502小麥”等成功突變種出現，進一步提高產量。

## 研究書目
- 何炳棣：《黃土與中國農業的起源》（香港：香港中文大學，1969）。
- 何炳棣：〈华北原始土地耕作方式：科学、训诂互证示例（页面存档备份，存于）〉。
- 何炳棣：〈中国农业的本土起源（页面存档备份，存于）〉。
- 何炳棣：〈中国农业的本土起源(续)（页面存档备份，存于）〉。
- 何炳棣：〈中国农业的本土起源(续)（页面存档备份，存于）〉。
- 张光直：〈中国沿海地区的农业起源（页面存档备份，存于）〉。
- 冈崎敬：〈关于中国古代稻作文化的考古学调查研究（页面存档备份，存于）〉。
- 黃俊傑：〈稻作農業在傳統中國文化中的地位（页面存档备份，存于）〉。
- 西嶋定生：〈中国古代农业的发展历程（页面存档备份，存于）〉。
- 西嶋定生：〈中国古代农业的发展历程(下)（页面存档备份，存于）〉。
- 白馥兰：〈科学、技艺、技术：中国农业从物质到知识的穿越（页面存档备份，存于）〉。
- 赵冈：〈历史上农地经营方式的选择（页面存档备份，存于）〉。
- 趙岡：〈中國歷史上的糧食單位面積產量（页面存档备份，存于）〉。
- 大泽正昭：〈关于宋代“江南”的生产力水准的评价（页面存档备份，存于）〉。
- 趙岡：〈清中期以來糧食畝產量之變動（页面存档备份，存于）〉。
- 何炳棣：〈美洲作物的引进、传播及其对中国粮食生产的影响（页面存档备份，存于）〉。
- 何炳棣：〈美洲作物的引进、传播及其对中国粮食生产的影响(二)（页面存档备份，存于）〉。
- 何炳棣：〈美洲作物的引进、传播及其对中国粮食生产的影响(三)（页面存档备份，存于）〉。